# Kali Çayı
Il fiume di Kali (Kali Çayı) è un fiume turco tagliato dalla diga di Selevir nella  provincia di Afyonkarahisar. È un affluente dell'Akar Çayı che si getta nel lago endoreico d'Eber nei pressi del villaggio eponimo nel distretto di Bolvadin.